# 文华街道 (赤水市)
文华街道，是中华人民共和国贵州省遵义市赤水市下辖的一个乡镇级行政单位。

## 行政区划
文华街道下辖以下地区：
红岭社区、望城村、双龙村、建设村和严家村。